# Hipposideros halophyllus
Hipposideros halophyllus је сисар из реда слепих мишева и фамилије Hipposideridae.

## Угроженост
Ова врста се сматра угроженом.

## Распрострањење
Ареал врсте је ограничен на једну државу. 
Тајланд је једино познато природно станиште врсте.

## Станиште
Станишта врсте су шуме и пећине.